# Muequetá
Muequetá es un barrio de la ciudad de Bogotá, ubicado entre las calles 63 y la 64 entre carreras 21 a la 24. Cuenta con estrato residencial 4. Pertenece a la localidad 12 Barrios Unidos. 

## Límites

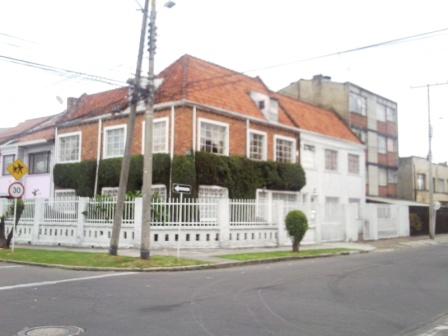
Sector residencial.

- Norte  con la calle 64 en límite con el barrio del  7 de agosto, de la misma Localidad.
- Sur con la calle 63 en límite con el barrio San Luis, de la Localidad de Teusaquillo.
- Oriente  con la carrera 21 en límite con el barrio Baquero, de la misma Localidad .
- Occidente con la carrera 24 en límite con el barrio Quinta Mutis, de la misma Localidad.

## Historia
La palabra Muequetá proviene del idioma muisca, del topónimo Muykyta que significa «campo de labranza» (de muyky: campo; y ta: labranza).  El nombre Bogotá  proviene del topónimo Bacatá y este a su vez de Muykyta.
El barrio Inicialmente era un coto de retiro de las clases altas de la Bogotá de 1930, convenientemente ubicado cerca a chapinero y rodeado de Hacienda, no contaba con nomenclatura, las casas edificadas se diseñaron al estilo victoriano, sus habitantes quisieron emular al barrio Teusaquillo pero en un espacio más alejado y campestre. 
Varias de estas casas se pueden apreciar hoy día especialmente en las carreras 19 a la 24 entre calles 63.ª y 63B.
Posteriormente al crecer Bogotá este coto quedó comunicado en 1939 por la ruta de bus Muequetá que partía desde el barrio 20 de julio recorriendo la Avenida Cundinamarca  (actual Carrera 30).
Es de anotar que lo que hoy día conocemos como calle 45 a la calle 80 con carrera 30 en aquella época eran fincas y áreas sin desarrollar; Una de dichas fincas perteneció a El concejal Luis Camacho Matiz, hijo de Nemesio Camacho (exgerente del sistema de Tranvía), quien en 1938 ofreció los terrenos para la construcción del actual Estadio Nemesio Camacho El Campín.  La otra hacienda perteneciente a la familia Mutis fue posteriormente urbanizada en 1954 conservándose solo un terreno donde actualmente funciona el Colegio Universidad del Rosario facultad de medicina.
El barrio Muequetá es netamente residencial, a diferencia de su contraparte Teusaquillo (cuyas casas gradualmente se han tornado oficinas). 
Actualmente el barrio está en controversia pues la localidad de Barrios Unidos decidió bajar el estrato socioeconómico y cambiar el uso de suelo por mixto, lo cual ha generado la aparición de industrias y negocios que van en contravía con un barrio y habitantes con estilo de vida tradicional. 
Preocupa a la comunidad ver el espejo del barrio Muequetá-Baquero ubicado entre calles 60 y 63 de la carrera 15 a la 17 cuyas casas que datan de 1930 estilo victoriano sean usadas como casas de lenocinio o derribadas para edificar moteles, sumado a la inseguridad y delincuencia. 
- Datos: Q6025809